# Patent- och marknadsöverdomstolen
Patent- och marknadsöverdomstolen (förkortat PMÖD) är en särskild domstol i Sverige som är en del av Svea hovrätt.

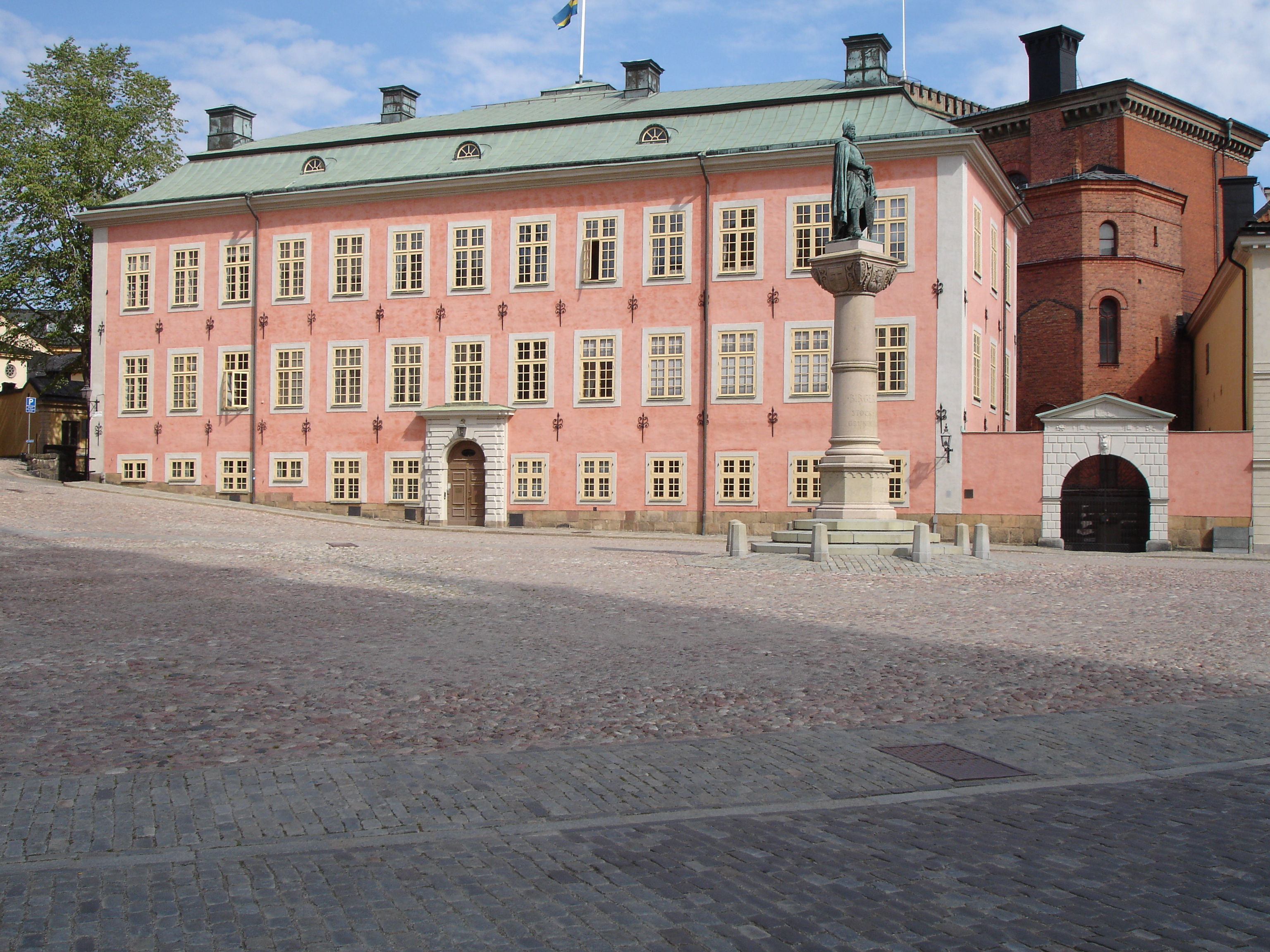
Patent- och marknadsöverdomstolen är en del av Svea hovrätt och har sina lokaler i Stenbockska palatset.

## Bakgrund
Domstolsprövningen av immaterialrättsliga, konkurrensrättsliga och marknadsföringsrättsliga mål var tidigare uppdelad mellan allmän domstol, allmän förvaltningsdomstol samt specialdomstolarna Patentbesvärsrätten och Marknadsdomstolen.
I samband med inrättandet av patent- och marknadsdomstolarna den 1 september 2016 upphörde Patentbesvärsrätten och Marknadsdomstolen. Patentbesvärsrättens mål som rörde namn och utgivningsbevis överfördes till allmän förvaltningsdomstol, och återstoden av målen övertogs av patent- och marknadsdomstolarna. Marknadsdomstolens verksamhet överfördes i sin helhet till patent- och marknadsdomstolarna. 
Idag handlägger patent- och marknadsdomstolarna i princip samtliga landets immaterialrättsliga, konkurrensrättsliga och marknadsföringsrättsliga mål. Patent- och marknadsdomstolen (förkortad PMD) är första domstolsinstans i dessa mål. Domstolens avgöranden kan överklagas till Patent- och marknadsöverdomstolen som normalt är högsta instans i dessa mål.

## Verksamhet

### Avgörande av mål
Vid avgöranden av mål i Patent- och marknadsöverdomstolen deltar såväl domare med juridisk kompetens (hovrättslagmän, hovrättsråd och hovrättsassessorer) som med teknisk (bl.a. patentråd) eller ekonomisk expertkunskap (särskilda ledamöter). I vissa av domstolens mål dömer enbart juristdomare, medan rätten i andra mål består av både juristdomare och särskilda ledamöter. I brottmål dömer utöver juristdomare i de flesta fall även nämndemän. Förutom domare finns det vid Patent- och marknadsöverdomstolen hovrättsfiskaler som genomgår sin domarutbildning, fast anställda föredragande samt domstolshandläggare.
Det krävs nästan alltid att Patent- och marknadsöverdomstolen meddelar prövningstillstånd för att domstolen ska ta upp ett överklagat mål till mer fullständig prövning. I överklagade brottmål krävs det dock inte som huvudregel prövningstillstånd.
Ett mål avgörs normalt sett efter att Patent- och marknadsöverdomstolen har hållit huvudförhandling. Ett mål kan också under vissa förutsättningar avgöras utan förhandling.
I princip alla avgöranden publiceras på Patent- och marknadsöverdomstolens webbplats. 
Patent- och marknadsöverdomstolens avgöranden, bortsett från avgöranden i brottmål, är som huvudregel inte möjliga att överklaga. I vissa fall kan dock domstolen tillåta att ett avgörande överklagas till Högsta domstolen (så kallad ventil). I sådana fall krävs det även att Högsta domstolen beviljar prövningstillstånd för att målet ska tas upp till prövning där.

### Typiska mål
Patent- och marknadsdomstolarna handlägger många olika sorters mål. Några exempel är:
- mål om skadestånd och vitesförbud på grund av varumärkesintrång, upphovsrättsintrång, patentintrång eller mönsterintrång
- mål om ogiltigförklaring av patent
- mål och ärenden om informationsföreläggande och intrångsundersökning enligt de immaterialrättsliga lagarna, t. ex. upphovsrättslagen
- ärenden om registrering av varumärken och beviljande av patent
- immaterialrättsliga brottmål, t.ex. mål om varumärkesintrång
- mål om otillbörlig marknadsföring
- mål om konkurrensskadeavgift och om förbud mot företagskoncentration

## Lokaler
Svea hovrätt disponerar ett antal byggnader på Riddarholmen i Stockholm. Patent- och marknadsöverdomstolen har sina lokaler i Stenbockska palatset. Under hösten 2016 till sommaren 2018 renoverades Stenbockska palatset för att anpassas till den utökade verksamheten som Patent- och marknadsöverdomstolen innebär. Under ombyggnadstiden var Patent- och marknadsöverdomstolen inrymd i Östra och Västra gymnasiehusen på Riddarholmen.

## Chefer
- 2016–2022: Christine Lager
- 2022–: Amina Lundqvist